# Petar Dragić
Petar Dragić (Crikvenica, 1873.) je hrvatski izumitelj. Bio je ribar.
Rodio se je u Crikvenici 1873. godine u obitelji ribara. I sam je pošao obiteljskim stopama te je postao ribarom. Zbog loših gospodarskih uvjeta, napustio je Hrvatsku i otišao u Amerike sa samo 20 godina. Ondje je naišao na osobe koje su prihvatile njegove zamisli i koje su pružile novčarsku potporu za to. Njegova je zasluga što se u ribarstvo uvelo velike brodove koji su imali takvu veličinu i snagu da mogu potezati mreže koje je izumio. Izumio je mrežu plivaricu (purse seine net), preteču današnjih divovskih mreža. 
Njegova ribarska flota je ribala po sjevernom dijelu Tihog oceana. Plovila je od Beringovog mora na sjeveru sve do njegove matične luke, San Pedra.

## Vanjske poveznice
- Petar Dragić Hrvatska tehnička enciklopedija, portal hrvatske tehničke baštine. LZMK